# Un fil à la patte
Un fil à la patte est une comédie en trois actes de Georges Feydeau représentée pour la première fois à Paris le 9 janvier 1894 au théâtre du Palais-Royal et appartenant au vaudeville. Le spectacle remporte un grand succès et garde l'affiche pendant 129 représentations.

## Personnages importants
- Fernand de Bois-d'Enghien : amant de Lucette et futur mari de Viviane.
- Lucette Gautier : chanteuse et maîtresse de Fernand.
- La baronne Duverger : mère de Viviane et future belle-mère de Bois-d’Enghien.
- Viviane Duverger : fille de la baronne.
- Marceline Gautier : sœur de Lucette.
- Le Général Irrigua : prétendant de Lucette.
- Camille Bouzin : clerc de notaire, auteur de chansons calamiteuses.

### Acte I
Fernand de Bois-d'Enghien est revenu chez sa maîtresse, la diva Lucette Gautier, pour lui annoncer sa rupture après le déjeuner. Son mariage avec la fille de la baronne Duverger, Viviane, est en effet annoncé dans le Figaro du jour.
Il lui devient encore plus difficile de rompre en présence des autres personnages peuplant les lieux : Gontran de Chenneviette, père de l'enfant de Lucette et flambeur notoire, Ignace de Fontanet, un  ami à l'haleine dissuasive, Marceline, sœur de Lucette, gourmande invétérée, et Nini Galant, cocotte de son état. De plus, une critique vantant la dernière représentation de Lucette a paru dans le journal et Bois-d'Enghien se retrouve donc obligé d'arracher des mains des invités la preuve de son infidélité. 
Pendant que tout ce beau monde déjeune, Bouzin, personnage étriqué, auteur de chansons à ses heures pour Mademoiselle Maya, entre autres, et surtout clerc de notaire de son état, sonne à la porte. Le valet lui ouvre. Bouzin apporte une œuvre calamiteuse à Lucette Gautier. Il est reçu fraîchement par le majordome, qui fait passer sa chanson à Lucette, occupée à déjeuner.
Bouzin, resté dans l'antichambre, glisse sa carte de visite dans un bouquet anonyme qui vient d'être livré, afin de faire croire à sa galanterie et flatter au mieux la chanteuse.
La baronne Duverger, future belle-mère de Fernand, passe également pour convier Lucette à venir chanter le soir même au mariage de sa fille. Lucette fait savoir qu'elle accepte, sans imaginer évidemment que le futur marié est Bois-d'Enghien, son amant.
Le valet revient de la salle à manger et rend sa chanson à Bouzin, qui attend toujours dans l'antichambre, lui annonçant que Lucette Gautier la trouve stupide. Bouzin, vexé, sort prestement.
Lucette, amoureuse prévoyante, se laisse tout de même courtiser en parallèle par le Général Irrigua, général sud-américain au fort accent argentin et à la prononciation parfois confuse en français, ancien ministre condamné à mort pour avoir perdu au baccara l'argent destiné à acheter des bateaux de guerre. Il lui a fait porter un bouquet de fleurs et une bague dans un écrin en lui déclarant qu'il est fou d'amour pour elle. 
Lucette avise le bouquet qui trône dans le salon et se saisissant de la carte de visite qui l'accompagne, découvre sur celle-ci le nom de Bouzin. Prise de remords, surtout lorsqu'elle trouve bien cachée dans les feuilles du bouquet une superbe bague accompagnant les roses, Lucette fait rappeler Bouzin qui lui semble tout à coup être un auteur beaucoup plus intéressant. 
Elle ignore que ce bouquet et la pierre qui l'accompagne sont envoyés par le général Irrigua. Lequel, faisant irruption dans le salon pour lui déclarer sa flamme, ne manque pas de le lui rappeler très vite. 
Bouzin revient donc chez une Lucette folle de rage d'avoir été ainsi dupée, pour être mieux chassé une fois encore. 
D'autant plus que Lucette a avoué préalablement au général qu'elle n'était pas libre. Le général demande à "Bois-d'Enghien" qui est son rival, car il le tuera.
Bois-d'Enghien, affolé et empêtré dans sa lâcheté, lui dit que l'amant est Bouzin qui, précisément, se trouve dans l'appartement avec sa chanson pour Lucette. Le général et Bouzin échangent leurs cartes : Bouzin, très surpris de cet honneur, se décompose quand le général lui annonce qu'il le tuera le lendemain matin. Il s'enfuit, aussi hébété qu'épouvanté.

### Acte II
Chez la baronne Duverger, Lucette vient s'installer dans la pièce qui lui sert de loge et découvre son amant caché dans une armoire. La baronne, elle, a pris Marceline pour sa femme de chambre. 
Bois-d’Enghien dit à Lucette qu’il y a un vent coulis dans le salon, Lucette affolée en informe la baronne. Laquelle, intriguée vérifier et ne trouve aucun courant d'air. 
Pendant ce temps, Bois-d’Enghien a expliqué sa situation à Chenneviette. Gontran ramène Lucette voir le vent coulis pour que Bois-d’Enghien puisse expliquer à la baronne et à Viviane de ne pas dire les mots : « fiancé », « futur gendre », car Lucette s’évanouirait. 
Malencontreusement lors des présentations, la baronne ne peut s’empêcher de dire que Bois-d’Enghien est le fiancé de sa fille, Viviane. Lucette tombe sur un canapé et s’évanouit. Bois-d'Enghien se précipite et la ventile. Tout le monde quitte la loge. 
À son réveil, Lucette annonce qu’elle se suicidera à l'aide d'un revolver et ferme les portes à clé. Fernand la persuade qu'il l'aime toujours pour la dissuader de se tuer. Il doit se déshabiller, car Lucette en chahutant lors de leur réconciliation lui a glissé un épi de blé dans le dos. Pendant qu’il se déshabille derrière un paravent, Lucette rouvre les portes et appelle avec la sonnette. 
Tout le monde entre dans la pièce et voit Fernand en sous-vêtements et fixe-chaussettes, à côté de Lucette.

### Acte III
Sur le palier de chez Bois-d'Enghien. Tout le monde rentre et sort de l'appartement un peu trop vite, au point que Bois-d'Enghien, essayant de se cacher pour se déshabiller, se retrouve hors de chez lui en sous-vêtement de flanelle en ne sachant plus où se cacher. Sa porte est fermée. Il appelle à l'aide. Après avoir pris de force les vêtements de Bouzin, il rencontre Viviane qui a monté un coup pour faire chanter sa mère afin de se marier avec Bois-d'Enghien. La Baronne a accepté. Lucette va sans doute épouser le général Irrigua. La pièce se termine par l'arrestation de Bouzin, pour cause de nudité dans un lieu public.

## Représentations notables
- 1961 : Un fil à la patte à la Comédie-Française, mise en scène de Jacques Charon avec Jean Piat et Robert Hirsch
- 1989 : Un fil à la patte au théâtre du Palais-Royal, mise en scène de Pierre Mondy, avec Jacques Villeret dans le rôle de Bouzin,
- 1999 : Un fil à la patte, mise en scène d'Alain Sachs, au théâtre de la Porte-Saint-Martin avec Lysiane Meis dans le rôle de Lucette Gautier et José Paul dans celui de Fernand de Bois-D'Enghien[1].
- 2010/2012 :  Un fil à la patte à la Comédie-Française, mise en scène de Jérôme Deschamps; retransmise en direct sur France 2 le soir du 22 février 2011, elle est regardée par 3,1 millions de téléspectateurs (12,9 % de part d'audience)[2],[3].
- 2017: Un fil à la patte à la Comédie de Toulouse, mise en scène de Pierre Matras avec Muriel Darras et Pierre Matras.

## Adaptations
Au cinéma
- 1925 : Un fil à la patte film de Robert Saidreau.
- 1933 : Un fil à la patte, film de Karl Anton.
- 1955 : Le Fil à la patte, film de Guy Lefranc.
- 2005 : Un fil à la patte, film de Michel Deville.

Pour la télévision
- 1970 : Un fil à la patte mise en scène théâtrale télévisée pour Au théâtre ce soir.
- 1990 : mise en scène pour la télévision par Pierre Mondy avec Christian Clavier, Jacques Villeret, Martin Lamotte, Sabine Haudepin, Valérie Lemercier et Franck de Lapersonne.
- 2005 : Un fil à la patte mise en scène théâtrale télévisée de Francis Perrin avec les animateurs de France 2 avec à la clé une audience s'élevant à 5,2 millions de téléspectateurs (25 % de part d'audience).
  - Le personnage de Mademoiselle Maya, seulement évoqué dans la pièce originelle, intervient dans cette mise en scène pour chanter entre les actes. Le projet évolue sur la sortie d’un album musical, en avril 2010, écrit et interprété par Charlotte Grenat et composé par Jean-François Varlet.
- 2011 : Un fil à la patte : réalisateur : Dominique Thiel, diffusée sur France 4 le 17 octobre 2021 avec Guillaume Gallienne, Claude Mathieu, Hervé Pierre et Florence Viala.
- 2018 : Un fil à la patte mise en scène théâtrale de Jacques Charon est adaptée pour la télévision par l’INA.

## Acteurs notables
- Rôle de Lucette : Micheline Boudet, Emmanuelle Béart, Marie-Ange Nardi, Suzy Delair, Florence Viala, Coraly Zahonero.
- Rôle de Bouzin : Robert Hirsch, Christian Hecq, Bourvil, Jacques Villeret, Tex.
- Rôle du Valet : Christian Gonon.